# Wilhelm von Bezold

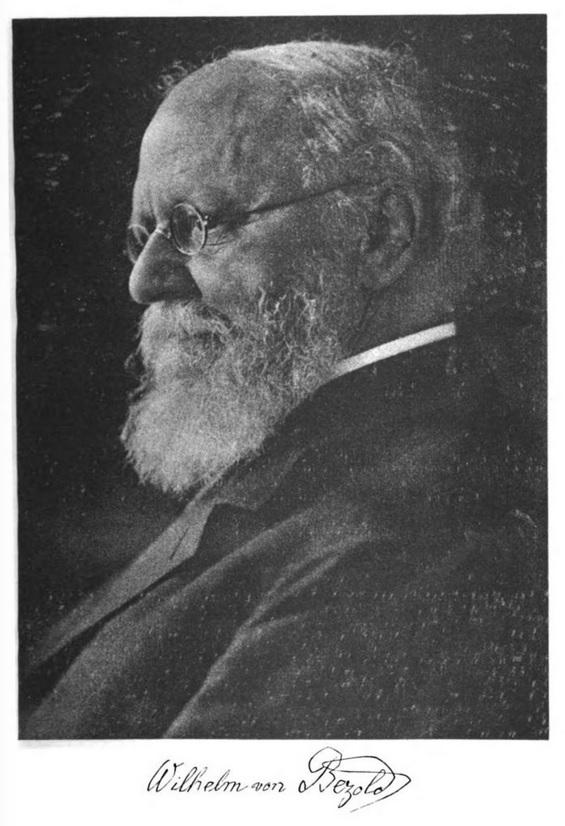
Wilhelm von Bezold
Foto: Rudolf Dührkoop

Johann Friedrich Wilhelm von Bezold (* 21. Juni 1837 in München; † 17. Februar 1907 in Berlin) war ein deutscher Physiker und Meteorologe.

## Leben
Bezold studierte in München und Göttingen Mathematik und Physik. 1860 wurde er in Göttingen mit einer Dissertation über die Theorie des Kondensators promoviert, 1861 habilitierte er sich bei Philipp von Jolly als Privatdozent für Physik an der Universität München. 1866 wurde er zum außerordentlichen Professor, 1868 zum ordentlichen Professor an der Technischen Hochschule München ernannt. 1878 wurde er Direktor der Bayerischen Meteorologischen Zentralstation in München. Hier gab er ab 1879 ein meteorologisches Jahrbuch und ab 1881 einen täglichen Wetterbericht der Zentralstation heraus.
1875 wurde er zum außerordentlichen Mitglied der Bayerischen Akademie der Wissenschaften ernannt, 1883 folgte die Wahl zum ordentlichen Mitglied. Im Jahr 1884 wurde er zum Mitglied der Gelehrtenakademie Leopoldina gewählt. Seit 1906 war er korrespondierendes Mitglied der Russischen Akademie der Wissenschaften. Im Jahr 1907 erhielt er die Cothenius-Medaille der Leopoldina.
1885 folgte er einem Ruf als Professor der Meteorologie und Direktor des Meteorologischen Instituts an die Universität Berlin. Als Institutsdirektor war er bis 1907 tätig. Er machte sich um den Aufbau des Netzes meteorologischer Stationen in Preußen und Bayern verdient. Maßgeblich auf seine Initiative hin wurden die Höhenwetterstationen auf dem Brocken und nachfolgend auf dem höchsten preußischen Berg, der Schneekoppe im Riesengebirge in Schlesien (die Station arbeitete ab Juni 1900), geschaffen.
Von 1895 bis 1897 war er Präsident der Deutschen Physikalischen Gesellschaft.
Bezold führte viele Untersuchungen auf dem Gebiet der Elektrizitätslehre durch, besonders über elektrische Staubfiguren und Entladung, sowie über physiologische Optik. Er stellte eine von Intervallen und Dreiklängen bestimmte Harmonielehre der Farben auf, zu der er einen eigenen zwölfteiligen Farbkreis entwickelte. Seine meteorologischen Arbeiten betreffen die Dämmerung, die Lehre vom Gewitter, den Erdmagnetismus und die Thermodynamik der Erdatmosphäre (Einführung des Begriffs der potentiellen Temperatur).
Richard Aßmann und Reinhard Süring waren seine Mitarbeiter.
Bezold betätigte sich auch als Autor von populärwissenschaftlichen Artikeln wie 1898 in dem mit Wissenschaft und Weltverkehr betitelten 12-seitigen Text. Die moderne Erforschung der Wind- und Meereströmungen ermögliche eine präzisere und gefahrloserer Durchschiffung der Ozeane und von Meerengen wie Gibraltar. Wegen des Drucks der Wellen vom Atlantik ins Mittelmeer in der Straße von Gibraltar war die Segelschifffahrt Jahrhunderte lang im Mittelmeer geblieben. Erst durch neue Berechnungen der Strömungsphasen sei der Weg in den Atlantik und damit neue Handelswege möglich geworden. Bezold weist auf Probleme bei der Benutzung des Kompasses im modernen Dampferverkehr hin: Weil nicht nur die Dampfmaschine aus Eisen bestehe, sondern in zunehmendem Maße Schiffe nicht mehr aus Holz, sondern aus Eisen angefertigt würden, zeige der Kompass nicht mehr klar nach Norden.
Nach ihm benannt sind das Bezold-Abney-Phänomen (Licht wird bei sehr hohen Intensitäten als farblos wahrgenommen, auch benannt nach William de Wiveleslie Abney) und das Bezold-Brücke-Phänomen. Bezold-Effekt oder Bezold-Täuschung (zwei gleichzeitig gesehene Farben verschmelzen zu einer neuen Farbe) bezeichnet eine von ihm beschriebene optische Täuschung.
Wilhelm von Bezold starb 1907 im Alter von 69 Jahren in Berlin und wurde auf dem Alten St.-Matthäus-Kirchhof in Schöneberg beigesetzt. Im Zuge der von den Nationalsozialisten durchgeführten Einebnungen auf dem Friedhof in den Jahren 1938/1939 wurden Bezolds sterbliche Überreste in ein Sammelgrab auf dem Südwestkirchhof Stahnsdorf bei  Berlin umgebettet.

## Familie
Er entstammte der Rothenburger Patrizierfamilie Bezold. Der Ministerialrat Gustav von Bezold war sein Stiefbruder.
Wilhelm von Bezold war mit Marie von Bezold, geborene Hörmann von Hörbach (10. September 1848 – 10. Dezember 1900), verheiratet. Sein Sohn Oskar von Bezold (* 20. Dezember 1874 in München; † 5. März 1934 in Sagan) war preußischer Landrat des Landkreises Usingen. Sein Schwiegersohn war der Physiker Ernst Bessel Hagen.

## Veröffentlichungen (Auswahl)
- Ueber die physikalische Bedeutung der Potential-Funktion in der Elektricitätslehre. Habilitationsschrift. Cotta, München 1861. (Digitalisat)
- Die Farbenlehre im Hinblick auf Kunst und Kunstgewerbe. Westermann, Braunschweig 1874. (Digitalisat) (2. Aufl., vollständig neu bearb. und erg. von W. Seitz. Vieweg, Braunschweig 1921)
- Über das Gesetz der Farbenmischung und die physiologischen Grundfarben. In: Annalen der Physiologischen Chemie 226, 1873, S. 221–247.
- Zur Thermodynamik der Atmosphaere. Zweite Mittheilung. Potentielle Temperatur. Verticaler Temperaturgradient. Zusammengesetzte Convection. In: Sitzungsberichte der Kőniglich Preussischen Akademie der Wissenschaften zu Berlin. 1888, S. 1189–1206.
- Die Meteorologie als Physik der Atmosphäre. Paetel, Berlin 1892. (Digitalisat)Link
- Hermann von Helmholtz – Gedächtnisrede, gehalten in der Singakademie zu Berlin am 14. Dezember 1894, Johann Ambrosius Barth, Leipzig 1895 (Google Books)
- Gesammelte Abhandlungen aus den Gebieten der Meteorologie und des Erdmagnetismus. In Gemeinschaft mit A. Croym hrsg. vom Verf. Braunschweig: Fr. Vieweg und Sohn, 1906 (Digitalisat)